# Schloss Kremsegg
Schloss Kremsegg is een slot in Kremsmünster in Opper-Oostenrijk. Vanaf 1976 was er een voertuigenmuseum gevestigd en sinds 1996 zetelt hier het Musikinstrumentenmuseum Schloss Kremsegg.

## Geschiedenis
Vanaf de 13e eeuw was Crembseck een verstrekte plaats onder het bewind van de burchtheren van de familie Roth. Door het huwelijk van Barbara Rothin met Andreas Grünthaler ging het bezit in 1464 over. Rond 1600 werd deze protestantse familie tijdens de contrareformatie gedwongen het land te verlaten.
In 1627 verwierf Anton Wolfradt, de abt van de Abdij van Kremsmünster, het herenhuis met de grondheerschappij. De opdracht tot de ombouw naar een slot werd gegeven door een van zijn opvolgers, vermoedelijk Jakob Prandtauer. Het klooster verkocht het in 1848 waarna het slot geregeld van eigenaar wisselde.
In 1929 kwam het in het bezit van de gravin Kinsky. Na de dood van barones Therese Kinsky in 1973 werd het in 1976 verkocht aan de familie Lutzky. Het slot en de parkeerplaatsen werden grondig gerenoveerd en in het slot werd een auto- en motorfietsmuseum gevestigd. In 1996 kwam het slot in handen van Musica Kremsmünster die er een muziekinstrumentenmuseum vestigde. De oldtimers werden verkocht aan het Oldtimer Museum Kröpfl Hartberg in Stiermarken.